# Idaea laevigata
Idaea laevigata là một loài bướm đêm thuộc họ Geometridae. Nó được tìm thấy ở Trung Âu và Nam Âu.
Loài này có sải cánh dài 20 mm. Con trưởng thành bay làm hai đợt vào tháng 6 và tháng 7 và một lần nữa vào tháng 9.